# 南白亀村
南白亀村（なばきむら）は、千葉県長生郡（長柄郡）にかつて存在した村である。現在の白子町の北部にあたる。

## 概要
村名は南白亀川に由来し、川の名は、平安時代に白い亀が南方から白い蛇を背にして海岸に渡来したことによるといわれる。その白蛇は、御神体の「南白亀様」として白子神社に祀られたとされ、白子町立南白亀小学校にその名をとどめる。
なお、白子神社は、久安3年(1147年）に旧関村の南白亀川沿いの現鎮座地へ遷祀し、新町名の白子町の由来にもなっている。また、弘治元年（1555年）には紀州の漁師西之宮久助が剃金村に漂着し、紀州漁法である地引き網を伝えたとされ、九十九里浜いわし漁発祥の地ともされる。

## 沿革
- 1889年（明治22年）4月1日 - 町村制施行に伴い、五井村、牛込村、浜宿村、剃金村が合併して長柄郡南白亀村が発足。
- 1897年（明治30年）4月1日 - 長柄郡、上埴生郡が統合されて長生郡となる。
- 1955年（昭和30年）2月11日 - 白潟町、関村と合併し、白子町を新設。同日南白亀村廃止。